# 잉글랜드 럭비 연맹

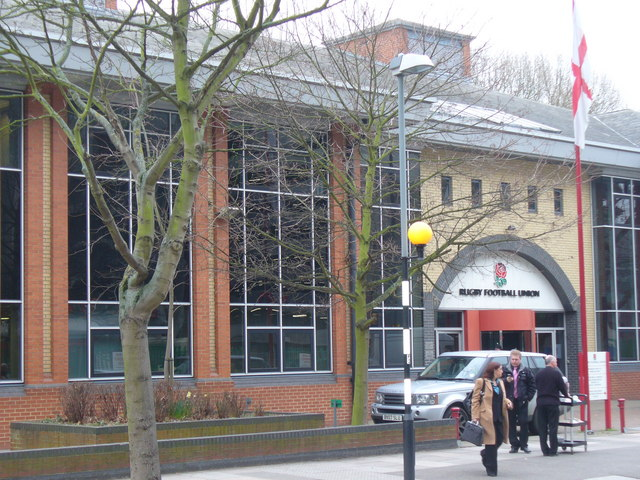

잉글랜드 럭비 연맹(영어: Rugby Football Union 럭비 풋볼 유니언[*], RFU)은 잉글랜드의 럭비 유니언 종목 행정을 총괄하는 스포츠 행정 기구이다. 본부는 런던 트위크넘 경기장에 있으며 아비바 프리미어십과 앵글로-웰시 컵, 잉글랜드 럭비 유니언 국가대표팀을 관할한다.